# Wammekse Feesten

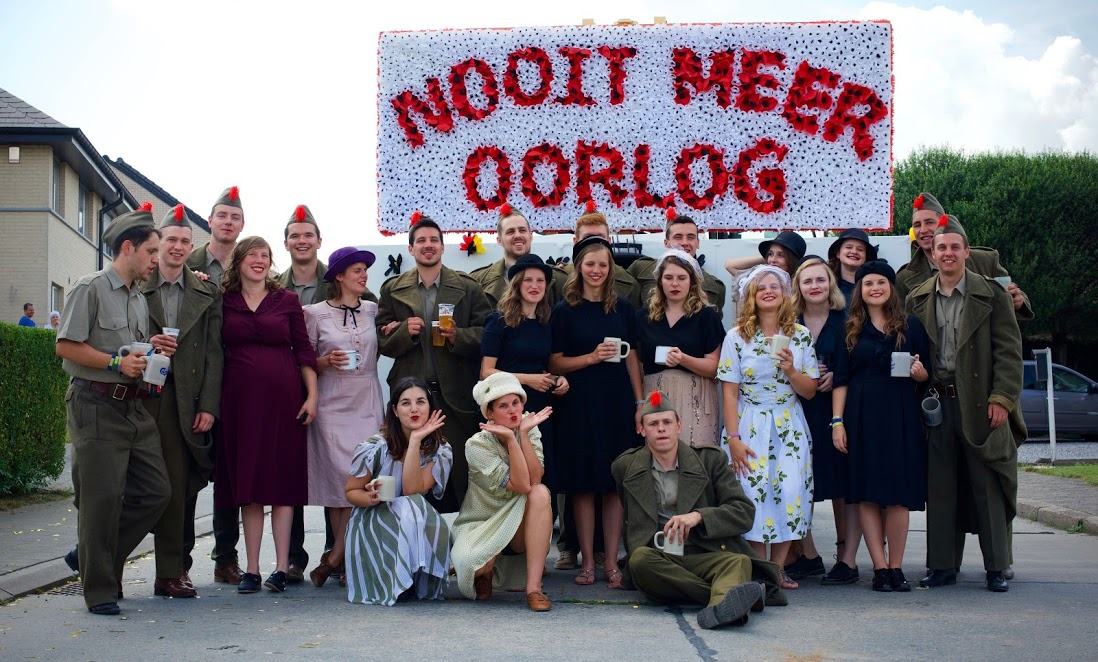
Slotspektakel stoet Wammekse Feesten 2018, gebracht door de wijk 'Droge Weide'

De Wammekse Feesten vormen een dorpsfeest dat om de tien jaar in de Belgische plaats Wambeek (provincie Vlaams-Brabant) plaatsvindt.

## Beschrijving

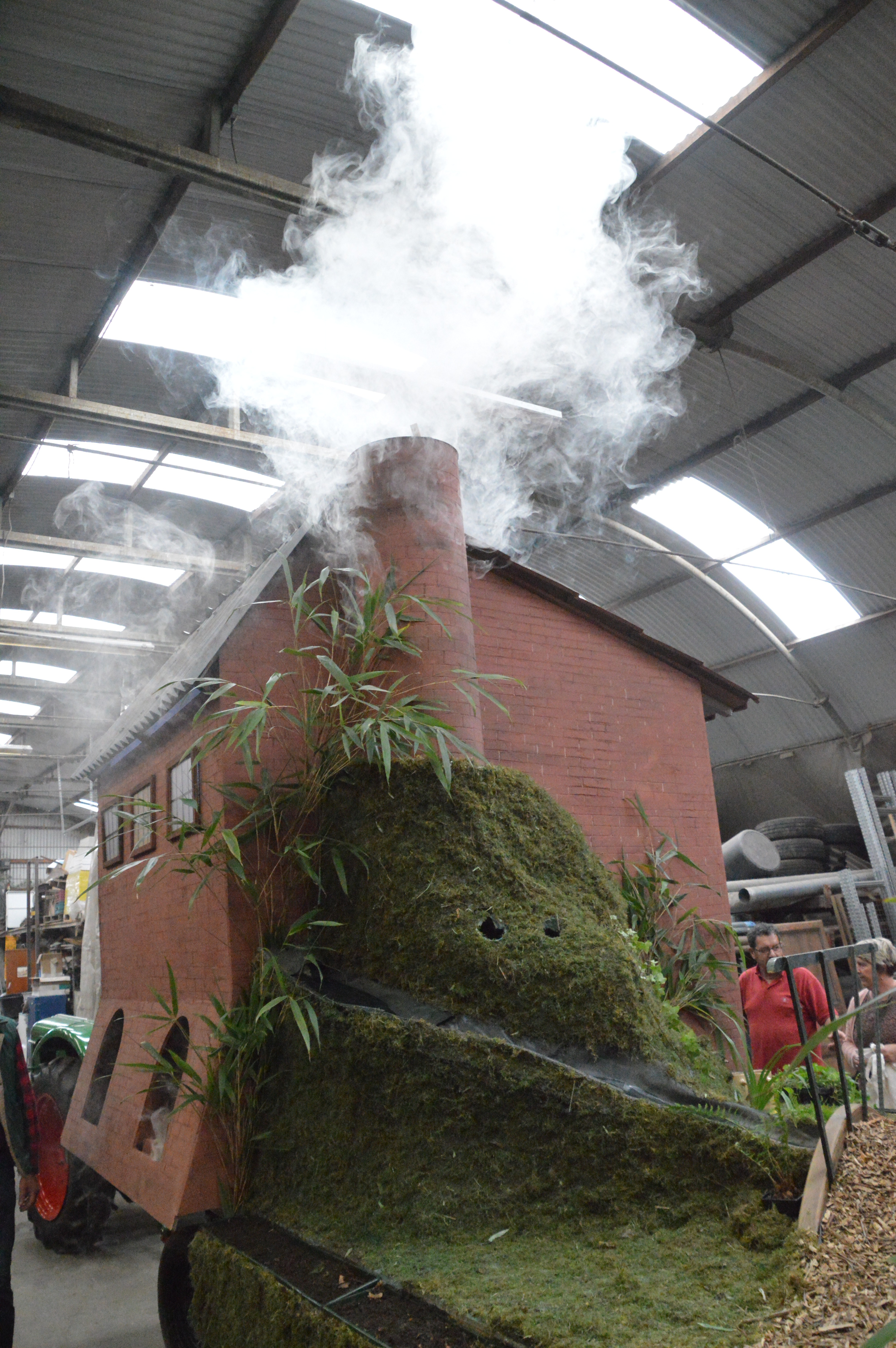
Wagen van de wijk 'Dronkenlodderfos' naar aanleiding van de Wammekse Feesten in 2018

De Wammekse Feesten staan in de streek Pajottenland bekend als een echt volksfeest; ze vinden om de tien jaar plaats maar houden Wambeek dan wel de volle vier dagen in de ban. Donderdag, vrijdag en zaterdag worden het centrum van het dorp ingevuld met muziek en Vanalleswammeks en op zondag trekt traditiegetrouw een folkloristische stoet door alle wijken van Wambeek.
De stoet wordt door de wijken zelf gemaakt: iedere wijk beeldt een historisch tafereel uit aan de hand van wagens, dansjes, enzovoorts. Het geheel wordt verbonden met muziek, fanfares, majorettes, reuzen en vlaggenzwaaiers.

## Historiek

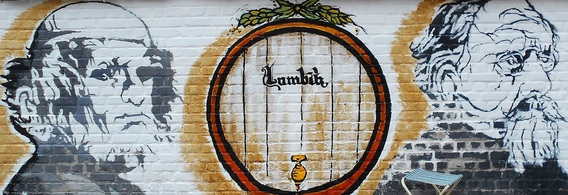
Muurschildering te Wambeek met Pol De Mont, lambiekvat en Pieter Bruegel. Geschilderd naar aanleiding van de eerste Wammekse Feesten (1978)

De eerste Wammekse Feesten vonden plaats in 1978, naar aanleiding van het Jaar van het Dorp. De oorsprong van het feest voert terug naar de grootschalige fusie van gemeenten die op 1 januari 1977 doorgevoerd werd. Gemeenten die tot dan een zelfstandig beleid hadden kunnen voeren, gingen vanaf toen samen met andere gemeenten. Wambeek werd hierdoor een deelgemeente van Ternat. De fusie stootte echter op veel weerstand bij de lokale bevolking. Veel inwoners vreesden immers dat 'het hart en de ziel van het dorpsleven' en de specifieke eigenheid van hun dorp binnen de nieuwe fusiegemeente verloren zou gaan. Als reactie hierop werd op zondag 5 februari 1978 het Feestcomité Wammekse Feesten opgericht, met het oog op de organisatie van een groots Wambeeks dorpsfeest. Het initiatief voor de oprichting kwam van de KWB, die hierbij de steun kreeg van de lokale Davidsfondsafdeling.
Tijdens de eerste editie op 3 en 4 juni 1978 werd tevens de toenmalige Kerkstraat omgedoopt tot Pol De Montstraat, als eerbetoon aan de dichter uit Wambeek. Hiernaast werd ook een muurschildering met de drie iconen voor het dorp aangebracht in het dorpscentrum: Pol De Mont, een vat lambiekbier en Pieter Bruegel.
| Jaar | Thema                                           | Deelnemende wijken |
| ---- | ----------------------------------------------- | --- |
| 1978 | Het landelijk leven                             | Dorp, Stenebrug-Steenweg, Droge Weide-Langestraat, Overdorp, Klapscheut                                                    |
| 1988 | Wambeek door de eeuwen heen                     | Dorp, Stenebrug-Steenweg, Droge Weide, Langepijpe, Loddershoek-De Klei, Klapscheut, Dronkenborre, Kleemstraat-Schepeneysel |
| 1998 | … en het dorp zal duren                         | Dorp, Stenebrug-Steenweg, Droge Weide, Langepijpe, Klapscheut, Dronken-Lodderfos, Schepeneysel-Overdorp                    |
| 2008 | En het dorp zal blijven duren … ode aan Wambeek | Dronkenlodderfos, Devenderp, Dorp, Stenebrug-Steenweg, Lange-Pijpe, Droge Weide, Klapscheut                                |
| 2018 | Een klein dorp in de Groote Oorlog              | Dronkenlodderfos, Devenderp, Dorp, Stenebrug-Steenweg, Lange-Pijpe, Droge Weide, Klapscheut                                |

## Wijken van Wambeek
- Dronkenlodderfos
- Devenderp (Overdorp)
- Dorp
- Stenebrug-Steenweg
- Lange-Pijpe
- Droge Weide
- Klapscheut[5]

## De reuzen
Tijdens de Wammekse Feesten is het dragen van de reuzen traditiegetrouw voorbehouden aan de inwoners van de wijk 'Dorp'. Alle reuzen moeten manueel – op de schouders – gedragen worden. Per reus worden er drie dragers voorzien. Zij wisselen om de 100 meter af om de zware constructies te dragen.

De reuzin Wanne werd ter ere van de eerste Wammekse Feesten in 1978 gemaakt. Tijdens deze editie verloofde ze zich met reus Naren, bewaard in de gemeente Sint-Katherina-Lombeek, op het Dorpsplein. Vanaf 1988 vervoegen ook hun kinderen Tine en Toone de stoet.

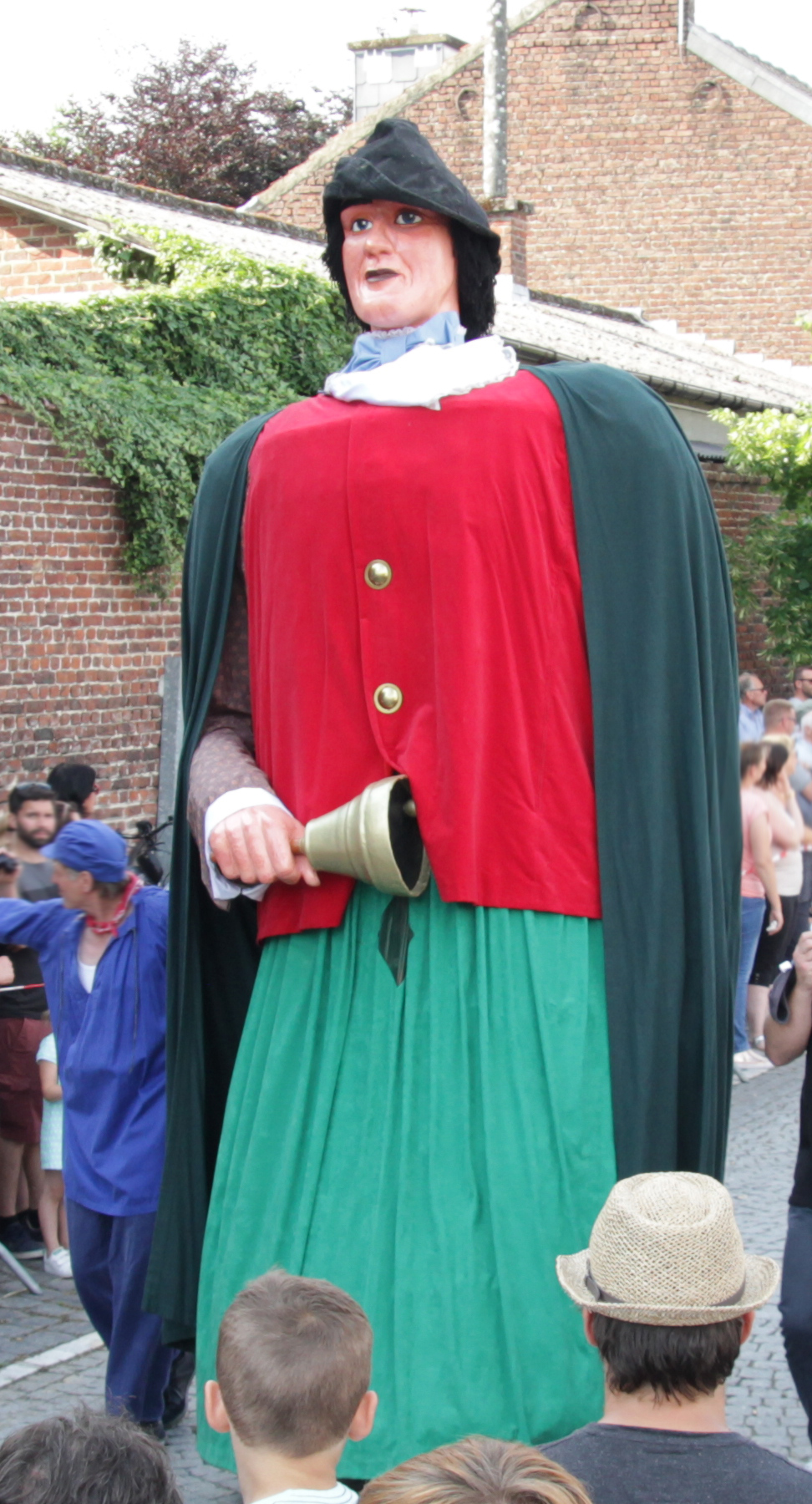
Reus Toone tijdens de Wammekse Feesten van 2018
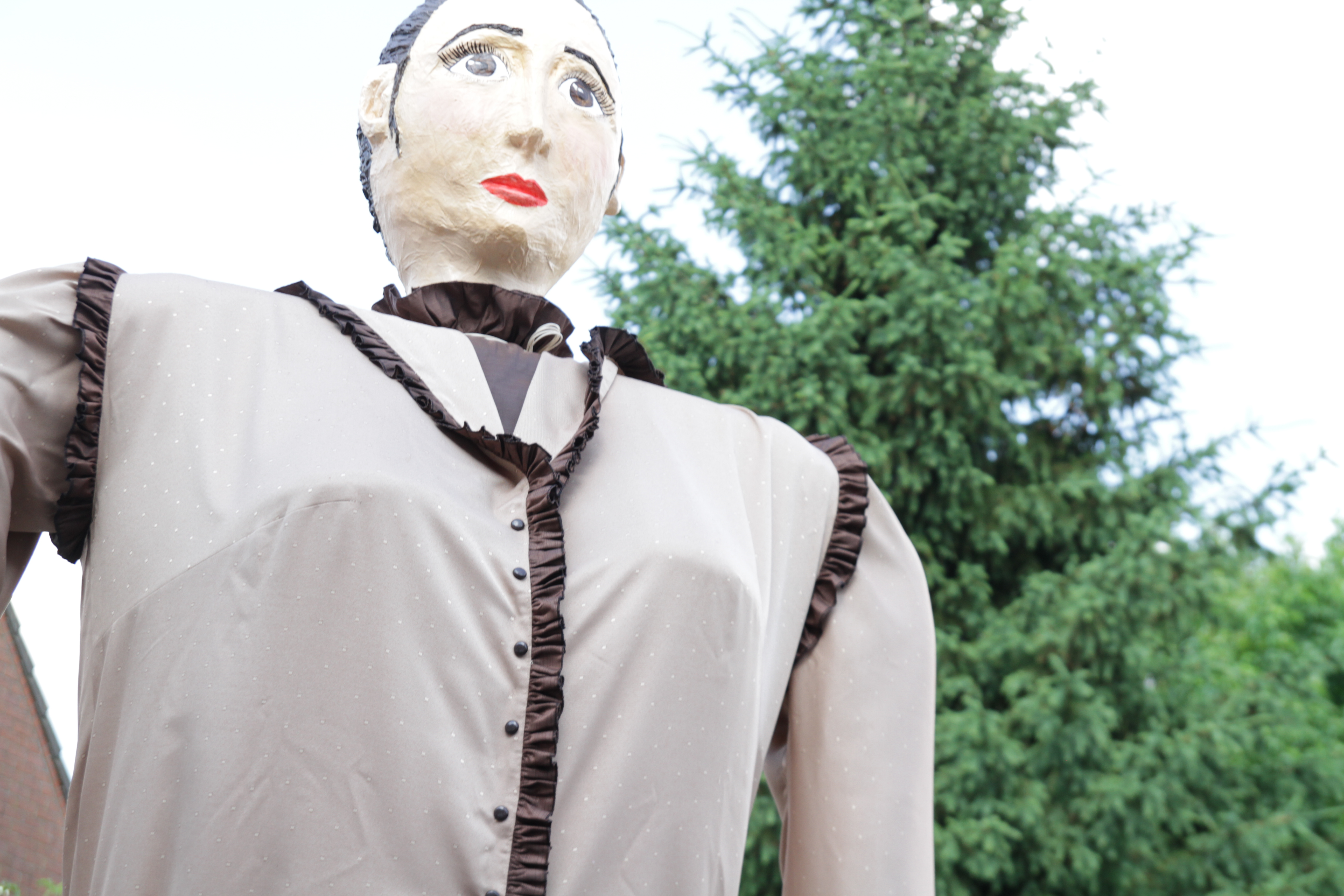
Reuzin Tine tijdens de Wammekse Feesten van 2018
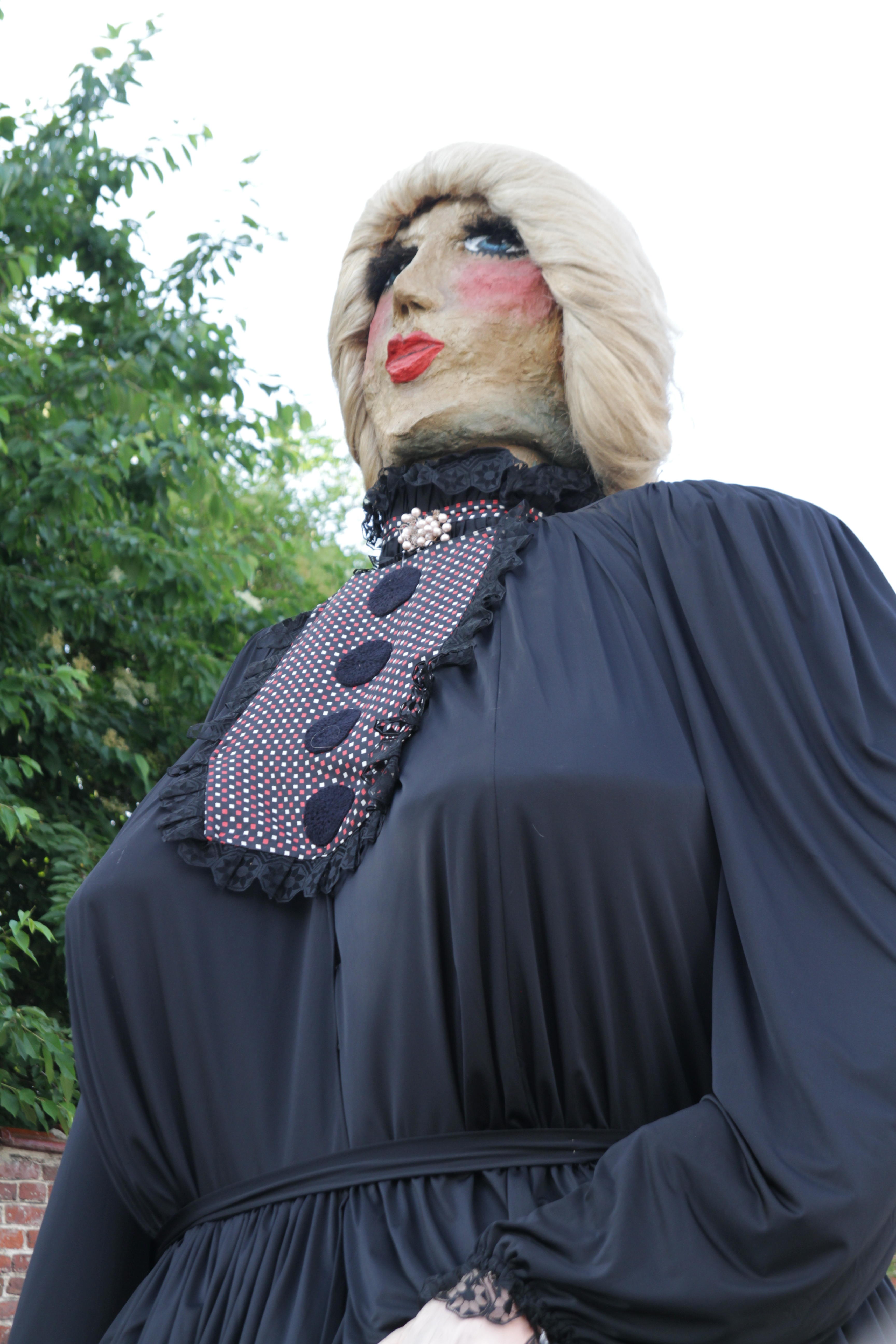
Reuzin Wanne tijdens de Wammekse Feesten van 2018
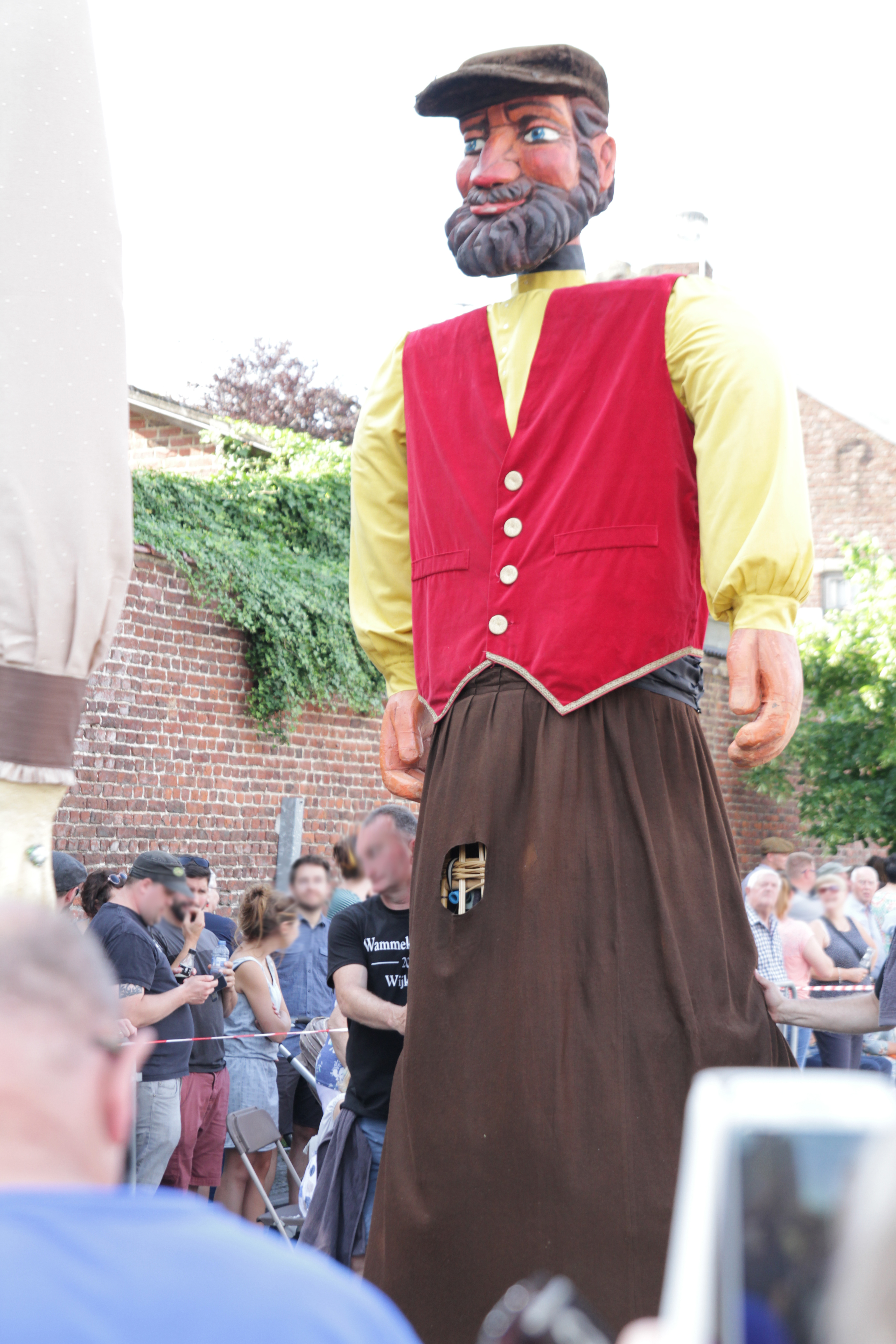
Reus Narren tijdens de Wammekse Feesten van 2018

### Naren
| Geboren       | Gewicht | Lengte | Materiaal                         | Vereniging                                            |
| ------------- | ------- | ------ | --------------------------------- | ----------------------------------------------------- |
| 15 april 1978 | 30 kilo | 3.8 m  | Biezen mand met polyuteraanschuim | Het VELooKE (sinds 2000 in bewaring bij CC De Ploter) |

De naam Naren  is afgeleid van Leonardus, dus feestleider van de vereniging die Naren liet maken. Hij draagt een bruine rok, geel hemd met rood vestje en een rode strik. Het hoofd van de reus is een creatie van beeldhouwer Michel Bracke.

### Wanne
| Geboren     | Gewicht | Lengte | Materiaal             | Vereniging      |
| ----------- | ------- | ------ | --------------------- | --------------- |
| 3 juni 1978 | 30 kilo | 3.8 m  | Papier-maché en rotan | Wijkcomité Dorp |

De naam Wanne is afgeleid van de naam Joanna. Ze draagt een zwarte jurk.

### Tine en Toone
| Geboren | Gewicht | Lengte | Materiaal             | Vereniging      |
| ------- | ------- | ------ | --------------------- | --------------- |
| 1988    | 30 kilo | 3.8 m  | Papier-maché en rotan | Wijkcomité Dorp |

Tine en Toone zijn de kinderen van de reuzen Wanne en Naren.